# Campeonato Europeo de Taekwondo de 2010
El XIX Campeonato Europeo de Taekwondo se celebró en San Petersburgo (Rusia) entre el 12 y el 15 de mayo de 2010 bajo la organización de la Unión Europea de Taekwondo (ETU) y la Unión Rusa de Taekwondo.
Las competiciones se realizaron en el Palacio de Deportes Yubileini de la ciudad rusa.

## Medallistas

### Masculino
| Evento         | Oro                                    | Plata                     | Bronce                                                   |
| -------------- | -------------------------------------- | ------------------------- | -------------------------------------------------------- |
| –54 kg (12.05) | Seifula Magomedov · Rusia              | Remzi Başakbuğday Turquía | Sergej Kolb · Alemania · Moti Lugasi · Israel            |
| –58 kg (12.05) | Joel González Bonilla · España         | Alan Nogayev · Rusia      | Stipe Jarloni · Croacia · Marios Tsurdinis · Grecia      |
| –63 kg (13.05) | Konstantinos Konstantinidis · Alemania | Nikola Jovanović Serbia   | Vladislav Arventii Moldavia Cem Uluğnuyan Turquía        |
| –68 kg (13.05) | Servet Tazegül Turquía                 | Filip Grgić · Croacia     | Vasili Nikitin · Rusia · Dennis Bekkers · Países Bajos   |
| –74 kg (14.05) | Rıdvan Baygut Turquía                  | Manuel Mark · Austria     | Elvin Məmmədov · Azerbaiyán · Mokdad Ounis · Alemania    |
| –80 kg (14.05) | Aaron Cook Reino Unido                 | Nikolaos Tzellos · Grecia | Łukasz Śmigaj · Polonia · Mamédy Doucara · Francia       |
| –87 kg (15.05) | Carlo Molfetta · Italia                | Augustin Bata Francia     | Jon García Aguado · España · Ivan Nikitin · Rusia        |
| +87 kg (15.05) | Təvəkkül Bayramov Azerbaiyán           | Zakaria Asidah Dinamarca  | Aléxandros Nikolaídis · Grecia · Mickaël Borot · Francia |

### Femenino
| Evento         | Oro                             | Plata                           | Bronce                                                          |
| -------------- | ------------------------------- | ------------------------------- | --------------------------------------------------------------- |
| –46 kg (12.05) | Rukiye Yıldırım Turquía         | Elaia Torrontegui · España      | Yuliya Volkova · Ucrania · Sümeyye Karaahmet · Alemania         |
| –49 kg (12.05) | Lucija Zaninović · Croacia      | Yasmina Aziez Francia           | Kristina Kim · Rusia · Hanna Zajc · Suecia                      |
| –53 kg (13.05) | Floriane Liborio Francia        | Jennifer Ågren · Suecia         | Manuela Bezzola · Suiza · Jade Jones · Reino Unido              |
| –57 kg (13.05) | Bat El Gatterer Israel          | Yuliya Podolian · Ucrania       | Veronica Calabrese · Italia · Deborah Louz · Países Bajos       |
| –62 kg (14.05) | Haby Niaré Francia              | Margarita Mijailidu · Grecia    | Kristina Jafizova · Rusia · Estefanía Hernández García · España |
| –67 kg (14.05) | Sarah Stevenson Reino Unido     | Nur Tatar Turquía               | Marlène Harnois · Francia · Helena Fromm · Alemania             |
| –73 kg (15.05) | Anastasiya Baryshnikova · Rusia | Sandra Lorenzo Rodelas · España | Nuša Rajher Eslovenia Gwladys Épangue Francia                   |
| +73 kg (15.05) | Rosana Simón Álamo · España     | Anne-Caroline Graffe Francia    | Iwona Kosiorek · Polonia · Bianca Walkden · Reino Unido         |

## Medallero
| Núm. | País         | Oro | Plata | Bronce | Total |
| ---- | ------------ | --- | ----- | ------ | ----- |
| 1    | Turquía      | 3   | 2     | 1      | 6     |
| 2    | Francia      | 2   | 3     | 4      | 9     |
| 3    | España       | 2   | 2     | 2      | 6     |
| 4    | Rusia        | 2   | 1     | 4      | 7     |
| 5    | Reino Unido  | 2   | 0     | 2      | 4     |
| 6    | Croacia      | 1   | 1     | 1      | 3     |
| 7    | Alemania     | 1   | 0     | 4      | 5     |
| 8    | Azerbaiyán   | 1   | 0     | 1      | 2     |
| 8    | Israel       | 1   | 0     | 1      | 2     |
| 8    | Italia       | 1   | 0     | 1      | 2     |
| 11   | Grecia       | 0   | 2     | 2      | 4     |
| 12   | Suecia       | 0   | 1     | 1      | 2     |
| 12   | Ucrania      | 0   | 1     | 1      | 2     |
| 14   | Austria      | 0   | 1     | 0      | 1     |
| 14   | Dinamarca    | 0   | 1     | 0      | 1     |
| 14   | Serbia       | 0   | 1     | 0      | 1     |
| 17   | Países Bajos | 0   | 0     | 2      | 2     |
| 17   | Polonia      | 0   | 0     | 2      | 2     |
| 19   | Eslovenia    | 0   | 0     | 1      | 1     |
| 19   | Moldavia     | 0   | 0     | 1      | 1     |
| 19   | Suiza        | 0   | 0     | 1      | 1     |
|      | TOTAL        | 16  | 16    | 32     | 64    |